# Hiroshi Yoshida (Fußballspieler)
Hiroshi Yoshida (jap. 吉田 弘, Yoshida Hiroshi; * 11. Februar 1958 in der Präfektur Shizuoka) ist ein ehemaliger japanischer Fußballspieler und -trainer.

## Nationalmannschaft
1981 debütierte Yoshida für die japanische Fußballnationalmannschaft. Yoshida bestritt neun Länderspiele und erzielte dabei ein Tor.
Von 2007 bis 2012 trainierte er die Japanische Fußballnationalmannschaft (U-17-Juniorinnen) und von 2011 bis 2014 die Japanische Fußballnationalmannschaft (U-20-Frauen).

## Errungene Titel
- Japan Soccer League: 1985/86

## Persönliche Auszeichnungen
- Japan Soccer League Best Eleven: 1981, 1982, 1985/86